# François-Antoine Herman
François-Antoine Herman (por vezes referenciado como Francisco António Herman) foi um diplomata francês nascido a 30 de março de 1758, em Sélestat e morto em Paris em 29 de setembro de 1837.

## Biografia
Foi cônsul-geral da França em Londres de 1789 a 1792, e filho do último procurador do Conselho Soberano da Alsácia, de onde emigrou durante a Revolução Francesa. Retornado sob o Consulado, foi nomeado primeiro secretário da legação da Embaixada de França em Madrid, em novembro de 1801 e foi enviado como cônsul-geral da França em Lisboa, em março de 1806.
Conhecido pela sua integridade, foi nomeado por Napoleão para ocupar funções de secretário de Estado do interior e das finanças de Portugal em 1807 e do Conselho de Governo de Junot até à retirada das tropas francesas do país, em agosto de 1808.
O general Maximilien Sébastien Foy recorda: "un ancien commissaire ordonnateur des armées françaises, Luuyt, fut nommé secrétaire d’État de la guerre et de la marine ; le commissaire impérial Herman fut affecté à l’intérieur et aux finances ; l’intendance générale de police, dont la législation de Pombal avait fait un ministère plus important que tous les autres, fut réservée à un Français, Lagarde que l’Empereur envoyait d’Italie ; l’inspecteur aux revues, Viennot-Vaublanc, fut secrétaire du gouvernement."
Napoleão ordenou-lhe que colectasse um pagamento de 100 milhões de francos aos portugueses, que ficaram arruinados pelo fim das suas ligações comerciais com os ingleses. Em 1811, foi enviado numa missão a Berlim, como comissário para a liquidação das contribuições em atraso, mas recusa o cargo de cônsul-geral em Kœnigsberg.
Nos anos que se seguem, permanece desempregado. De Janeiro a Dezembro de 1822, voltou brevemente ao activo no cargo de Director de Assuntos Políticos do ministério dos Negócios Estrangeiros, durante o período em que esta pasta está ao cargo do duque de Montmorency. Nesse mesmo ano, é nomeado conselheiro de Estado extraordinário, e comandante da Legião de Honra.
Escreveu ainda um livro, obra publicada após a sua morte: Histoire de la rivalité des Français et des Anglais dans l'Inde, tirée des papiers de feu M. François-Antoine Herman (Paris : Charpentier, 1847, XV-344-VIII, p.) — "História da rivalidade entre os Franceses e os Ingleses na Índia, a partir de trabalhos do M. François-Antoine Herman".